# Angeł Canew
Angeł Minew Canew (bułg. Ангел Минев Цанев, ur. 1 listopada 1912 w Warnie, zm. 10 kwietnia 2003 w Sofii) – bułgarski polityk komunistyczny, minister spraw wewnętrznych Ludowej Republiki Bułgarii (1971-1973), generał pułkownik.

## Życiorys
Ukończył gimnazjum w Warnie, 1930 powołany do służby wojskowej w Marynarce Wojennej Bułgarii, 1933 wstąpił do BPK. Został aresztowany za prowadzenie propagandy politycznej i skazany na 5 lat więzienia, 1937 zwolniony na mocy amnestii, członek Biura Komitetu Okręgowego BPK w Warnie, pod koniec 1937 ponownie aresztowany, 1938 zwolniony. Od 1939 I sekretarz Komitetu Okręgowego BPK w Warnie, od 1941 członek KC Bułgarskiej Partii Robotniczej, 1941 ponownie aresztowany i skazany na 15 lat więzienia. Zbiegł i przeszedł do konspiracji, był instruktorem KC BPK w Widyniu i Ruse, sekretarzem ds. zagadnień organizacyjnych i I sekretarzem Komitetu Miejskiego BPK w Sofii. Od stycznia 1944 dowodził Popowskim Oddziałem Partyzanckim, po przewrocie z 9 września 1944 został I sekretarzem Komitetu Miejskiego BPK w Warnie, brał udział w działaniach bojowych jako pomocnik dowódcy 12 Dywizji Piechoty. Od 1949 dowódca Wojsk Budowlanych Bułgarskiej Armii Ludowej, 1951-1953 był pomocnikiem ministra spraw wewnętrznych Ludowej Republiki Bułgarii, od 1953 do maja 1957 szef Centralnego Zarządu Lokalnej Obrony Powietrznej Ministerstwa Spraw Wewnętrznych Bułgarii, od maja 1957 do 1961 wiceminister spraw wewnętrznych LRB. 1961-1965 I wiceminister budownictwa Bułgarii, 1965-1971 kierownik Wydziału "Bojowy" KC BPK, od 9 lipca 1971 do 7 kwietnia 1973 minister spraw wewnętrznych LRB. Od 1958 zastępca członka, od 1962 członek KC BPK, od 19 listopada 1966 do 19 lipca 1973 zastępca członka Biura Politycznego KC BPK, w kwietniu 1990 wykluczony z partii. W 1973 krótko był zastępcą przewodniczącego Państwowego Komitetu Obrony LRB.